# Krissy Lynn
Krissy Lynn (14 de dezembro de 1984) em Salt Lake City é uma estrela pornô dos EUA.

## Carreira
Krissy fez sua estreia na indústria pornô em 2007, quando tinha 23 anos de idade com seu primeiro filme adulto chamado I Love Big Toys 19. Desde então tem participado em mais de 50 filmes.
Ao longo de sua carreira adulta Krissy Lynn tem trabalhado com uma variedade de estúdios de produção de adultos, incluindo Hustler Naughty America, Digital Sin, Jules Jordan Video y Evil Angel. Krissy também tem trabalhado com uma variedade de estrelas adultos como Shyla Stylez, Kelly Divine e Tori Black.

## Prêmios
Premiado AVN Award 2011: Melhor cena de sexo a três (The Condemned).

## Curiosidades
Para promover o jogo Fairytale Fights, Krissy Lynn , Andy San Dimas e Ron Jeremy participaram de um vídeo promocional do jogo. Krissy aparece no vídeo vestida de Chapeuzinho Vermelho e Andy San Dimas aparece vestida de Branca de Neve.